# Pedro Porralis de Saboya
Pedro Porralis de Saboya y Amberes (Pamplona, ca. 1560–Pamplona, 1596)
Hijo de Tomás Porralis de Saboya y de María Périz de Amberes, estuvo casado con Graciosa de Oroz. En 1591, tras la muerte de su padre, toma las riendas del taller de imprenta hasta su fallecimiento en 1596. En ese mismo año su viuda casó con el impresor francés Matías Mares, aunque el matrimonio fue efímero ya que ella murió al año siguiente.
Por su parte Matías Mares permaneció al frente del negocio heredado de su mujer durante doce años, hasta su fallecimiento en 1609.

## Actividad impresora
Heredó de su padre el cargo de impresor del reino de Navarra y, a su muerte, su sucesor, Matías Mares, continuó con este oficio.
Su primer trabajo, la Crónica del Serenísimo Rey Don Pedro, es un volumen en folio, impreso a dos tintas (1591), al que sigue un folleto deficientemente impreso con la traducción del calendario gregoriano. En 1592 imprime las Ordenanzas generales del Reino de Navarra sobre el obrar paños y burullería y pasa un tiempo en la cárcel a causa de la fianza que había dado al cerero Juan de Mendigaña por importe de 30 ducados. Se da la circunstancia de que su padre también había estado en la cárcel, en su caso, por deudas. 
Al año siguiente, en 1593, saca el Cuaderno de las Cortes de Tudela y, en este mismo año, un modesto impreso de tres hojas con el juramento de Felipe II ante las Cortes del reino de Navarra. Entre 1594 y 1595 debió de estar enfermo, lo que explicaría la falta de impresos; el caso es que muere en 1596, el mismo año en que aparece Refranes y sentencias comunes en bascuence, que posiblemente acabaría de imprimir Matías Mares, su sucesor en el negocio.
Pedro Porralis, por la brevedad de su actividad laboral y la escasa entidad de los impresos: se conocen seis títulos de los cuales dos eran folletos. Por este motivo, tan solo sirve de puente entre Tomás Porralis y Matías Mares. Su negocio debía de gozar de solvencia, ya que, tras su muerte, sus propiedades se tasaron en torno a 400 ducados.